# انتخابات قانون‌گذاری ۱۹۸۹ لهستان
انتخابات پارلمانی در سال ۱۹۸۹ در لهستان برای انتخاب اعضای مجلس سیم (Sejm) و مجلس سنا برگزار شد. دور نخست در ۴ ژوئن، بلافاصله پس از اعتراضات میدان تیان آن من در سال ۱۹۸۹ در چین و دور دوم در ۱۸ ژوئن برگزار شد. اینها اولین انتخاباتی بودند که پس از رها کردن انحصار کشور توسط حزب اتحاد کارگران کمونیست لهستان در آوریل ۱۹۸۹ برگزار شدند.
با این حال که همهٔ کرسی‌های پارلمان به انتخابات گذاشته نشده بودند، پیروزی قاطع حزب همبستگی در رقابتی آزادانه، راه را برای پایان حکومت کمونیستی در لهستان هموار کرد. حزب همبستگی همه کرسی‌هایی را که در سیم به رای‌گیری گذاشته شده بودند را به دست آورد و فقط یک کرسی در سنا متعلق به حزب دیگری بود. در نتیجه این انتخابات، لهستان به اولین کشور بلوک شرقی تبدیل شد که در آن نمایندگان منتخب به طرز دموکراتیک به قدرت رسیدند. اگرچه انتخابات کاملاً دموکراتیک نبود، اما منجر به تشکیل دولتی به رهبری تادئوش مازویتسکی و رسیدن صلح آمیز به دموکراسی در لهستان و جاهای دیگر در اروپای مرکزی و شرقی شد.

## زمینه
در ماه مه و اوت ۱۹۸۸ موج‌های گسترده اعتصاب کارگران در جمهوری مردمی لهستان آغاز شد. اعتصابات و همچنین تظاهرات‌های خیابانی تا بهار و تابستان ادامه یافت و در اوایل سپتامبر ۱۹۸۸ پایان یافت. این اقدامات، رژیم کمونیستی را شوکه کرد تا اینکه آنها تصمیم گرفتند در مورد شناخت حزب همبستگی (لهستانی : Solidarność)، اتحادیه کارگری «غیررسمی» که بعداً به یک جنبش سیاسی تبدیل شد، به صحبت بپردازند. در نتیجه، بعدها در همان سال، رژیم تصمیم به مذاکره با مخالفان گرفت، که راه را برای توافق‌نامه میزگرد ۱۹۸۹ باز کرد. دومین موج اعتصاب بزرگ (اوت ۱۹۸۸) هم دولت و هم رهبران ارشد حزب همبستگی را متعجب کرد، زیرا آنان منتظر اقداماتی با این شدت نبودند. این اعتصابات بیشتر توسط فعالان محلی برگزار می‌شد، کسانی که هیچ خبری از این موضوع نداشتند که رهبران آنها در ورشو قبلاً مذاکرات پنهانی با کمونیست‌ها را آغاز کرده‌اند
در جریان مذاکرات میز گرد ، حزب کمونیست کارگران متحد لهستان (PZPR) و جنبش همبستگی به توافق رسیدند. توافق نهایی در تاریخ ۴ آوریل ۱۹۸۹ به امضا رسید و باعث به پایان رسیدن حکومت کمونیستی در لهستان شد. در نتیجه، قدرت سیاسی به یک قوه مقننه تازه ایجاد شده (سیم به همراه مجلس سنا بازسازی شده) واگذار شد و در همان زمان دفتر رئیس‌جمهور دوباره تأسیس شد. همبستگی به یک حزب سیاسی مشروع و قانونی تبدیل شد: در ۷ آوریل ۱۹۸۹ مجلس موجود قانون انتخابات و قانون اساسی را تغییر داد (از طریق نوآوری آوریل) و در ۱۷ آوریل، دیوان عالی لهستان همبستگی را ثبت رساند. چندی بعد، پس از امضای این توافق، رهبر همبستگی لخ والسا به رم سفر کرد تا توسط پاپ لهستانی ژان پل دوم پذیرفته شود.
شاید مهمترین تصمیمی که در جریان مذاکرات میزگرد گرفته شده بود اجازه برگزاری انتخابات حدوداً آزاد در لهستان باشد (وعده داده شده بود که چهار سال بعد انتخاباتی کاملاً آزاد برگزار شود). قرار بود تمام کرسی‌های سنای تازه بارسازی شده در لهستان به‌طور دموکراتیک انتخاب شوند، همین‌طور ۱۶۱ کرسی (۳۵ درصد از کل) در سیم.
۶۵ درصد باقی مانده از کرسی‌های سیم متعلق به PZPR و احزاب وابسته به آن (حزب متحد خلق (ZSL)، اتحاد دموکرات‌ها (SD) و احزاب کاتولیک همسو با کمونیست) بود. این کرسی‌ها عملاً به رای‌گیری گذاشته شده بودند، اما فقط نامزدهای حامی دولت مجاز به شرکت در انتخابات بودند. علاوه بر این، تمام ۳۵ کرسی منتخب از طریق لیست سراسر کشوری، برای کاندیداهای PZPR رزرو شده بود به شرط آنکه مورد پشتیبانی خاصی قرار گرفته شوند. این عمل به منظور اطمینان از این بود که برجسته‌ترین رهبران PZPR انتخاب می‌شوند.
نتیجه انتخابات تا حد زیادی غیرقابل پیش‌بینی بود و همین‌طور نظرسنجی‌های قبل از انتخابات قاطع نبودند. گذشته از این، لهستان از دهه ۱۹۲۰ یک انتخابات واقعاً عادلانه برگزار نکرده بود، بنابراین سابقه کمی وجود داشت. آخرین انتخابات مناقشه برانگیز ، انتخابات سال ۱۹۴۷ بود که در میان ظلم و ستم شدید کمونیست و تقلب در انتخابات همراه بود. اما این بار، برای بسیاری از کرسی‌ها، هم در بین نامزدهای کمونیست و همبستگی، و هم در مواردی بین کاندیداهای مختلف کمونیست، رقابت و باز و نسبتاً عادلانه ای وجود خواهد داشت. اگرچه سانسور هنوز به قوت خود باقی مانده بود، به دلیل داشتن یک روزنامه جدید به نام گازتا ویبورچا و فعالیت‌های مجدد  Tygodnik Solidarność، به مخالفان اجازه داده شد که آزادانه تر از گذشته فعالیت کنند. پویش همبستگی به رسانه‌های تلویزیونی نیز دسترسی پیدا کرد به طوری که ۲۳٪ از زمان انتخابات در تلویزیون لهستان به این پویش اختصاص یافت. همچنین هیچ محدودیتی برای حمایت مالی وجود نداشت. نتیجه نظرسنجی که در آوریل به پایان رسید (چند روز پس از امضای توافق‌نامه میزگرد) حاکی از آن است که بیش از ۶۰٪ از افراد خواهان همکاری پویش همبستگی با دولت هستند. نظرسنجی مجلس سنا نیز یک هفته بعد برگزار شد که حاصل آن نشان داد که ۴۸٪ از اپوزیسیون حمایت می‌کنند، ۱۴٪ از دولت کمونیست حمایت می‌کنند و ۳۸٪ نیز بیطرف بودند. در چنین شرایطی، هر دو طرف مفهوم ناآشنای دیگری را تجربه کردند یعنی کارزار انتخاباتی. کمونیست‌ها می‌دانستند که ۶۵٪ از کرسی‌ها برای آنها تضمین شده‌است و انتظار داشتند که یک رقابت سخت را تجربه کنند ولی در نهایت به پیروزی برسند. دولت کمونیست همچنان بر اکثر رسانه‌های مهم و افراد مشهور ورزشی و تلویزیونی به عنوان کاندیداها و همچنین شخصیت‌های محلی موفق کنترل داشت. برخی از اعضای اپوزیسیون نگران بودند که این کنترل بر روی رسانه‌ها و افراد مشهور، به میزان کافی آرای افراد کم سواد جامعه را کسب می‌کند و این آرا باعث مشروعیت بخشیدن به کمونیست‌ها می‌شود. تنها چند روز قبل از ۴ ژوئن، حزب کمیته مرکزی در مورد واکنش احتمالی جهان غرب در مورد عدم پیروزی همبستگی حتی در یک کرسی بحث می‌کرد. در همان حال، همبستگی انتظار داشت که بیش از ۲۰ کرسی را بدست نیاورد. همبستگی همچنین از اینکه ترکیب مناطق انتخاباتی برای آن‌ها مطلوب نبوده‌است، شکایت می‌کردند.

## نتایج
نتیجه انتخابات برای PZPR و همبستگی شگفتی آور شد. کارزار انتخاباتی همبستگی بسیار موفق تر از حد انتظار بود. همبستگی به یک پیروزی قاطع در سراسر کشور دست یافت و همه به جز یکی از ۱۰۰ کرسی مجلس سنا و همه کرسی‌های باقی مانده در سیم را به دست آورد. تنها کرسی در سنا که توسط همبستگی به دست نیامد، توسط یک نامزد مستقل به دست آمد.
از بین ۳۵ کرسی در لیست کشوری، که در آن همبستگی مجاز به رقابت نبود، تنها یک کاندیدای PZPR (آدام زلیویسکی) و یک کاندیدای حزب وابسته به آن یعنی ZSL در دور اول موفق به دست یافتن به آن شدند. هیچ‌کدام از دیگران ۵۰٪ اکثریت لازم را کسب نکردند. کمونیست‌ها در دور دوم موفق شدند برخی از کرسی‌ها را به دست بیاورند، اما دور اول برای آنها بسیار تحقیرآمیز بود. کاندیداهای مورد حمایت دولت که در مقابل اعضای همبستگی رقابت می‌کردند، ۱۰ تا ۴۰ درصد آرای کل را کسب کردند. درمجموع، از میان ۱۶۱ کرسی واجد شرایط، همبستگی همه ۱۶۱ کرسی (۱۶۰ نفر در دور اول و یک نفر دیگر در دور دوم) را به خود اختصاص داد. در ۱۶۱ کرسی که نامزدهای مخالف با نامزدهای طرفدار دولت به رقابت می‌پرداختند، نامزدهای مخالف ۷۱٫۳ درصد آرا (۱۶٬۳۹۷٬۶۰۰) را بدست آوردند.

در حالی که همبستگی ۳۵٪ کرسی‌های موجود را بدست آورده بود، ۶۵٪ باقی مانده بین PZPR و احزاب وابسته به آن(%۳۷٫۶ برای PZPR و %۱۶٫۵ برای ZSL و %۵٫۸ برای SD و ۴٪ بین احزاب کوچک کمونیست-کاتولیک PAX و UChS) تقسیم شد. توزیع صندلی‌ها در بین PZPR و متحدان آن از قبل مشخص شده بود.
میزان مشارکت رأی دهندگان به طرز شگفت‌آوری کم بود: فقط ۶۲٫۷٪ در دور اول و ۲۵٪ در دور دوم. دور دوم به استثناء یک منطقه، یک رقابت بین دو نامزد محبوب طرفدار دولت وجود داشت. به دلیل اینکه رأی دهندگان اپوزیسیون (اکثریت رأی دهندگان) علاقه کمی به این احزاب داشتند، میزان مشارکت رای‌دهندگان بسیار کاهش یافته بود.

### سیم

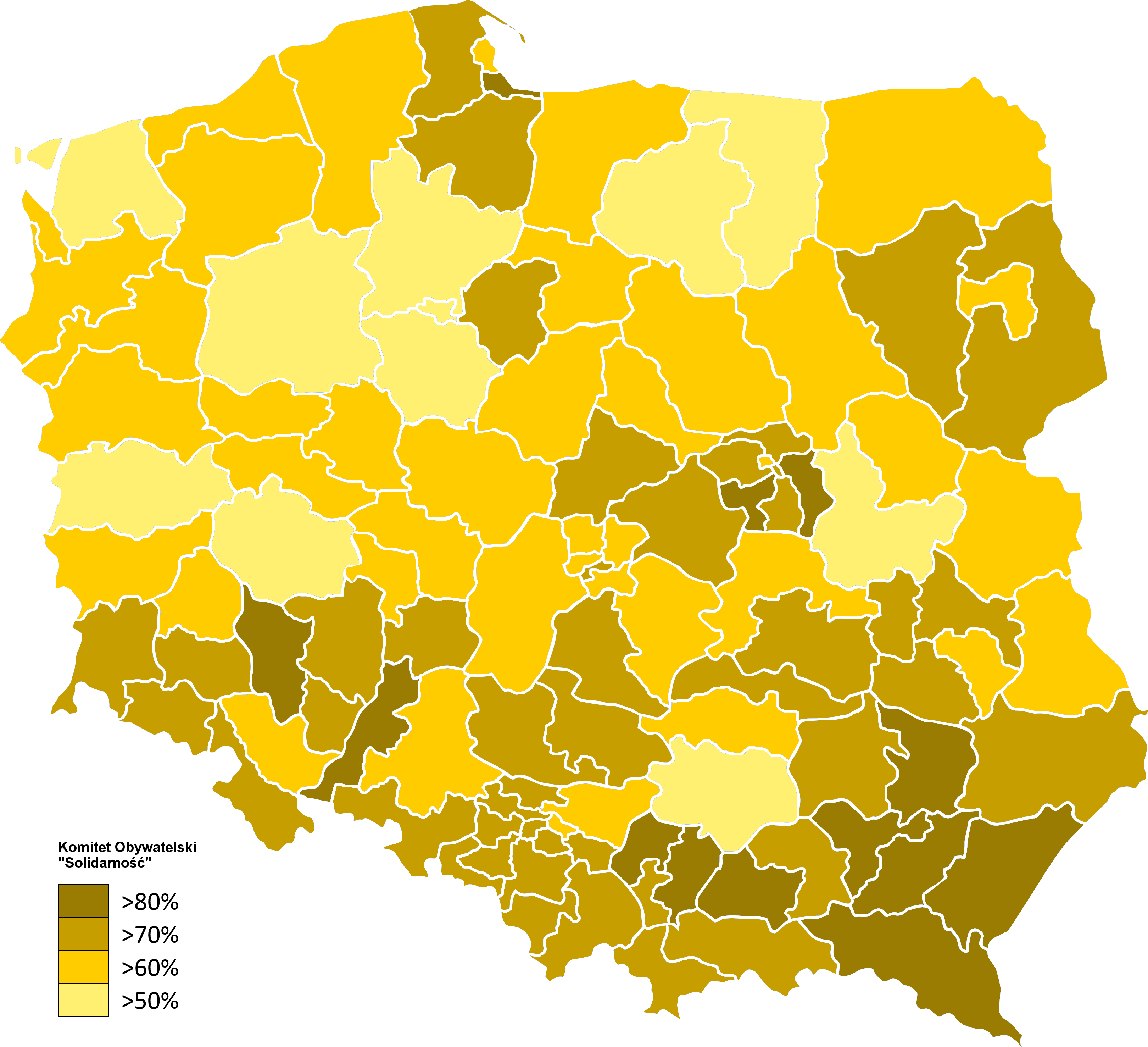
رای به همبستگی براساس حوزه انتخاباتی

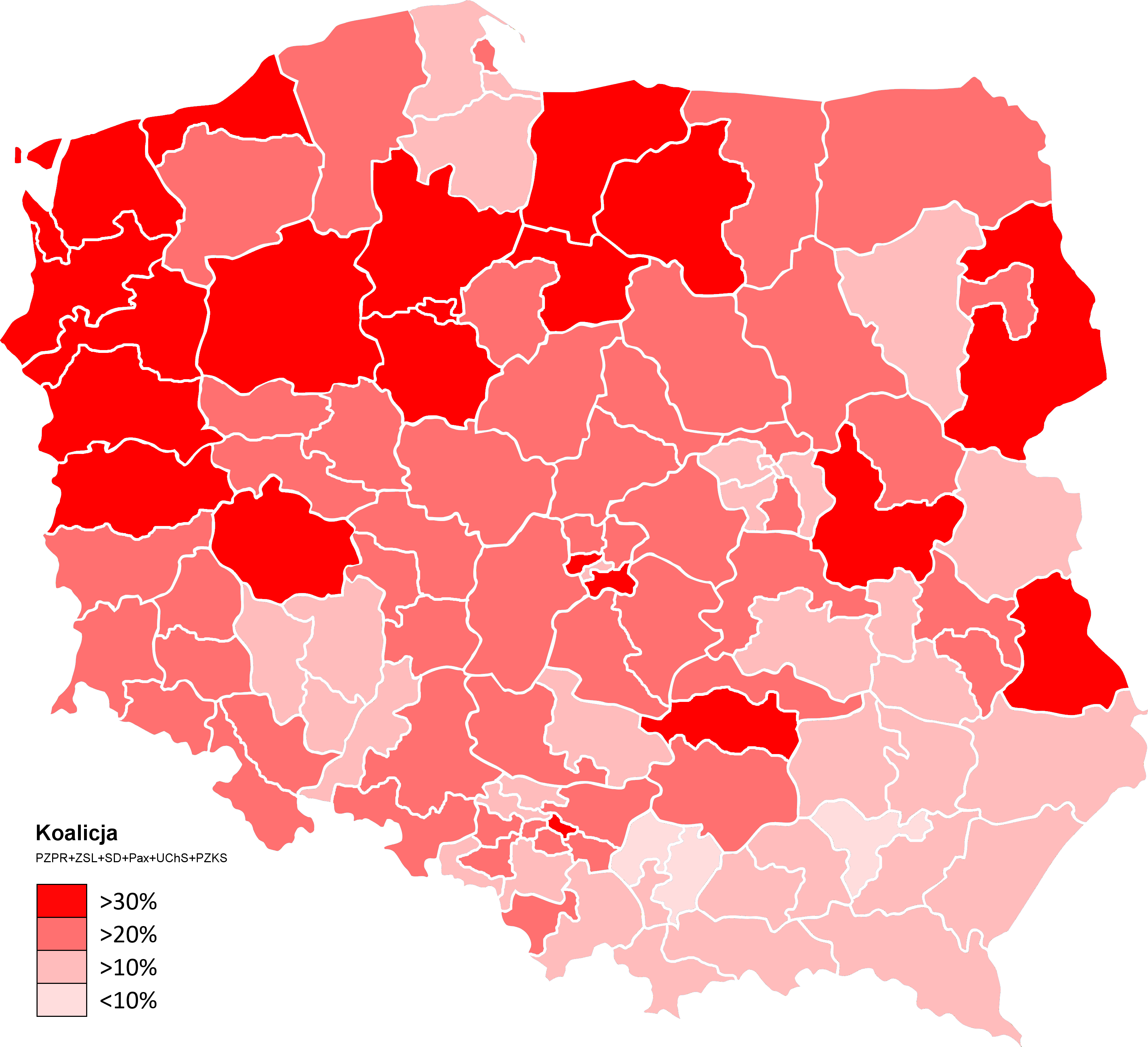
رای برای ائتلاف دولت براساس حوزه‌های انتخاباتی

| حزب           | حزب                                  | کرسی‌ها |
| ------------- | ------------------------------------ | ------ |
|               | حزب کارگران متحد لهستان              | ۱۷۳    |
|               | کمیته شهروندان همبستگی               | ۱۶۱    |
|               | حزب متحد خلق                         | ۷۶     |
|               | حزب دموکراتیک                        | ۲۷     |
|               | انجمن PAX                            | ۱۰     |
|               | اتحادیه اجتماعی مسیحی                | ۸      |
|               | انجمن اجتماعی کاتولیک-اجتماعی لهستان | ۵      |
| جمع           | جمع                                  | ۴۶۰    |
| منبع: سانفورد |                                      |        |

### مجلس سنا
| حزب           | حزب                    | کرسی‌ها |
| ------------- | ---------------------- | ------ |
|               | کمیته شهروندان همبستگی | ۹۹     |
|               | مستقل                  | ۱      |
| جمع           | جمع                    | ۱۰۰    |
| منبع: سانفورد |                        |        |

## عواقب بعدی
بزرگی شکست ائتلاف کمونیست به حدی بود که در ابتدا ترس‌هایی وجود داشت که PZPR یا کرملین نتایج را لغو کنند. با این حال، دبیرکل PZPR یعنی وویچخ یاروزلسکی  نتایج را قبول کرد. او و افرادش با ۶۵٪ کرسی‌هایی که برای خود و متحدانش تضمین شده بود احساس امنیت می‌کردند. در ۱۹ ژوئیه، سیم تنها با یک رای یاروزلسکی را به عنوان رئیس‌جمهور انتخاب کرد. یاروزلسکی هم به نوبه خود، ژنرال چسواف کیشچاک را به عنوان نخست‌وزیر معرفی کرد. با این حال، رهبران همبستگی مجبور شدند احزاب وابسته به PZPR یعنی ZSL و SD را متقاعد کنند (برخی از اعضای آنها قبلاً بدهی به همبستگی داشتند بخاطر تأیید آنها در دور دوم) که خود را تغییر دهند و از یک رهبر دولت ائتلاف همبستگی حمایت کنند. دولت ائتلافی PZPR که ۳۷٫۶ درصد کرسی‌ها را در اختیار داشت، ناگهان خود را در اقلیت پیدا کرد. با رها شدن کیشچاک توسط مسکو، او در تاریخ ۱۴ اوت استعفا داد. درحالی که گزینه ای غیر از انتصاب یک عضو همبستگی به عنوان نخست‌وزیر وجود نداشت، یاروزلسکی در تاریخ ۲۴ اوت، تادئوش مازویتسکی فعال و طرفدار همبستگی را به عنوان رهبر ائتلاف همبستگی منصوب کرد و دوره ای کوتاه را با عنوان «رئیس‌جمهور شما، نخست‌وزیر ما» به رهبری پرداخت.
مجلس منتخب با عنوان «قرارداد سیم» شناخته شد، کلمه «قرارداد» در این عنوان برگرفته از قراردادی بین همبستگی و دولت کمونیست است که این وجود مجلس را در وهله اول امکان‌پذیر کرد.
اگرچه انتخابات کاملاً دموکراتیک نبود اما راه را برای ایجاد کابینه مازویتسکی و گذار مسالمت آمیز به دموکراسی هموار کرد، که پس از انتخابات ریاست جمهوری سال ۱۹۹۰ (که در آن لخ والسا جایگزین یاروزلسکی به عنوان رئیس‌جمهور شد) و انتخابات پارلمانی سال ۱۹۹۱ تأیید شد.
در سطح بین‌المللی، این انتخابات به عنوان یکی از مهمترین نقاط عطف سقوط کمونیسم («پاییز ملت‌ها») در اروپای مرکزی و شرقی محسوب می‌شود.
به هر حال، همبستگی به مدت طولانی در قدرت نماند و به سرعت شکست خورد و جای خود را به احزاب دیگر داد. در این زمینه ، انتخابات سال ۱۹۸۹ اغلب به عنوان رأی نه به کمونیسم به جای رای به همبستگی یاد می‌شود.